# Anta de Penedo do Com
L'Anta de Penedo do Com  est un dolmen situé dans la freguesia d'Esmolfe (pt), sur le territoire de la municipalité de Penalva do Castelo (district de Viseu, Portugal),. 
Le mot anta est l'équivalent portugais d'« ante » (pilier terminal d'un temple grec ou romain), mais il est aussi employé pour désigner les pierres d'un dolmen ou le dolmen lui-même. Environ 5 000 structures mégalithiques de ce type ont été construites au Néolithique dans l'ouest de la péninsule Ibérique par les successeurs de la culture de la céramique cardiale ou Cardial.
Le mot mamoa (pt) est utilisé dans le nord-ouest de la péninsule Ibérique pour désigner les tumulus funéraires caractéristiques du Néolithique.
Il est classé Immeuble d'intérêt public (Catégorie IIP) depuis 1992.

## Description
Ce monument mégalithique, datant d'environ 3000 av. J.-C., est un grand dolmen à chambre polygonale de 3,30 × 3,10 m sur 2,55 m de hauteur, avec neuf orthostates (cinq fragmentés à mi-hauteur et deux complets avec chanfrein longitudinal). La dalle de recouvrement  est in situ. L'allée couverte, de 4 m de longueur, de 1 m de largeur et 1,40 m de hauteur, comporte quatre monolithes de chaque côté, dont deux originaux au nord, et est recouvert de quatre autres monolithes, aucun d'eux n'étant d'origine. Le tumulus (mamoa en portugais) avait un diamètre d'environ 14 m.
Ce monument a été mentionné pour la première fois en 1911 dans le journal « O Século », puis transcrit par Leite Vasconcelos (pt). En 1998, des fouilles archéologiques et de récupération ont permis de découvrir un total de 1 075 objets.

## Galerie

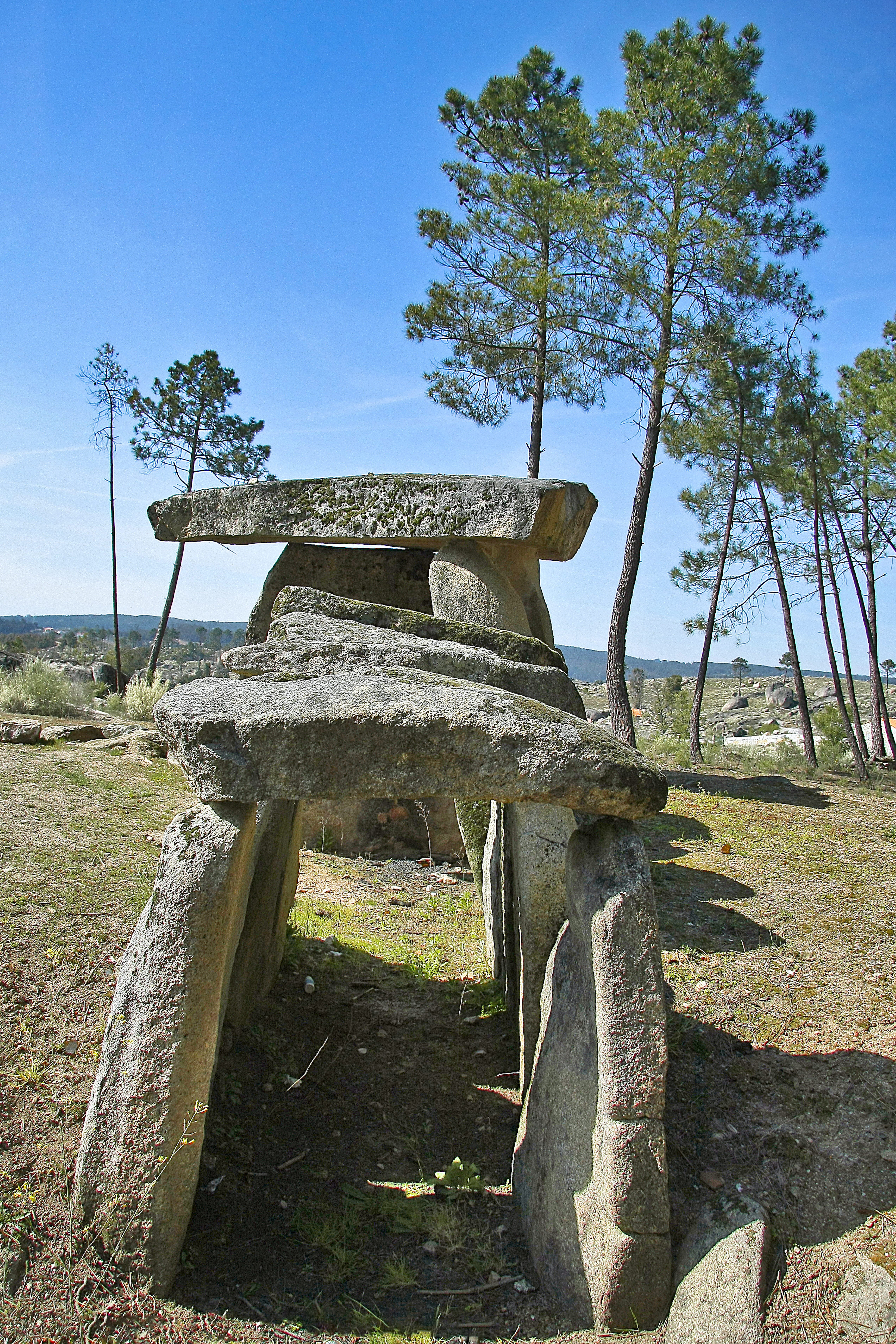
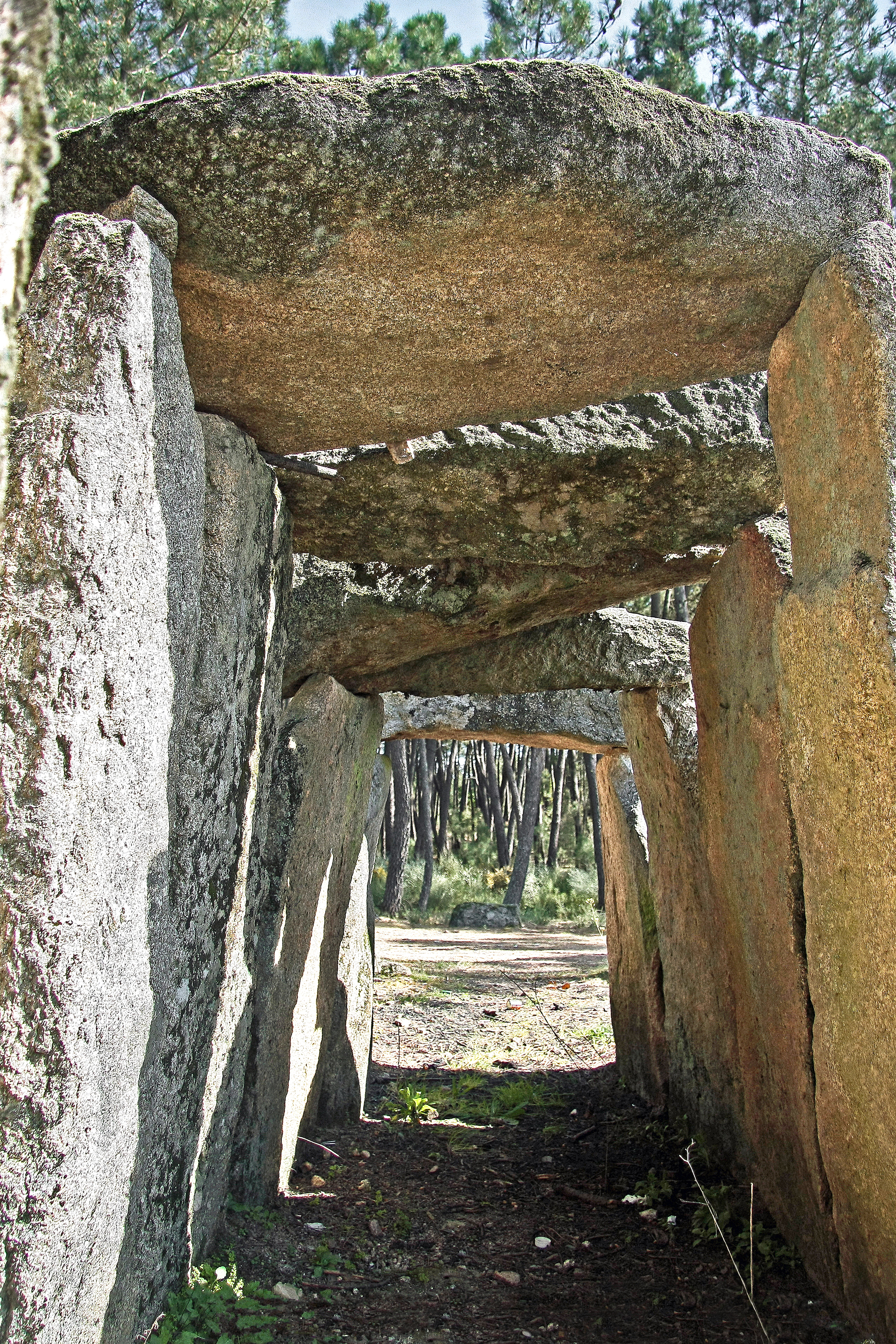